# Mogadishu
Mogadishu (pronunțat /ˌmɒɡəˈdɪʃuː/; în somalezǎ: Muqdisho, arabǎ:مقديشو Maqadīshū, italianǎ: Mogadiscio) este capitala și cel mai mare oraș al Somaliei. Are o populație de 2.120.000 de locuitori (2015). Localizat pe regiunea de coasta Benadir din Oceanul Indian, orașul a servit ca important port maritim de-a lungul secolelor.

## Clima
| Date climatice pentru Mogadishu  | Date climatice pentru Mogadishu | Date climatice pentru Mogadishu | Date climatice pentru Mogadishu | Date climatice pentru Mogadishu | Date climatice pentru Mogadishu | Date climatice pentru Mogadishu | Date climatice pentru Mogadishu | Date climatice pentru Mogadishu | Date climatice pentru Mogadishu | Date climatice pentru Mogadishu | Date climatice pentru Mogadishu | Date climatice pentru Mogadishu | Date climatice pentru Mogadishu |
| Luna                             | Ian                             | Feb                             | Mar                             | Apr                             | Mai                             | Iun                             | Iul                             | Aug                             | Sep                             | Oct                             | Nov                             | Dec                             | Anual                           |
| -------------------------------- | ------------------------------- | ------------------------------- | ------------------------------- | ------------------------------- | ------------------------------- | ------------------------------- | ------------------------------- | ------------------------------- | ------------------------------- | ------------------------------- | ------------------------------- | ------------------------------- | ------------------------------- |
| Maxima medie °C (°F)             | 30 (86)                         | 30 (86)                         | 31 (88)                         | 32 (90)                         | 31 (88)                         | 30 (86)                         | 29 (84)                         | 29 (84)                         | 29 (84)                         | 30 (86)                         | 31 (88)                         | 31 (88)                         | 30 (86)                         |
| Minima medie °C (°F)             | 23 (73)                         | 23 (73)                         | 25 (77)                         | 26 (79)                         | 25 (77)                         | 24 (75)                         | 23 (73)                         | 23 (73)                         | 23 (73)                         | 24 (75)                         | 24 (75)                         | 24 (75)                         | 24 (75)                         |
| Minima istorică °C (°F)          | 19 (66)                         | 19 (66)                         | 19 (66)                         | 18 (64)                         | 18 (64)                         | 18 (64)                         | 17 (63)                         | 18 (64)                         | 18 (64)                         | 18 (64)                         | 16 (61)                         | 16 (61)                         | 19 (66)                         |
| Ploaie mm (inches)               | .1 (0.004)                      | .1 (0.004)                      | 8 (0.31)                        | 61 (2.4)                        | 61 (2.4)                        | 82 (3.23)                       | 64 (2.52)                       | 44 (1.73)                       | 25 (0.98)                       | 32 (1.26)                       | 43 (1.69)                       | 9 (0.35)                        | 429,2 (16,898)                  |
| Umiditate [%]                    | 78                              | 78                              | 77                              | 77                              | 80                              | 80                              | 81                              | 81                              | 81                              | 80                              | 79                              | 79                              | 79,3                            |
| Nr. mediu de zile ploioase       | 0                               | 0                               | 0                               | 5                               | 6                               | 10                              | 9                               | 7                               | 3                               | 2                               | 4                               | 1                               | 47                              |
| Ore însorite                     | 266.6                           | 249.2                           | 282.1                           | 261                             | 272.8                           | 219                             | 226.3                           | 254.2                           | 264                             | 266.6                           | 261                             | 257.3                           | 3.066                           |
| Sursă: Weltwetter Spiegel Online |                                 |                                 |                                 |                                 |                                 |                                 |                                 |                                 |                                 |                                 |                                 |                                 |                                 |

## Personalități născute aici
- Barkhad Abdi (n. 1985), actor american.

## Orașe înfrățite
| Țară      | Oraș     |
| --------- | -------- |
| Kazahstan | Alma-Ata |
| Turcia    | Ankara   |